# 吉武栄之進

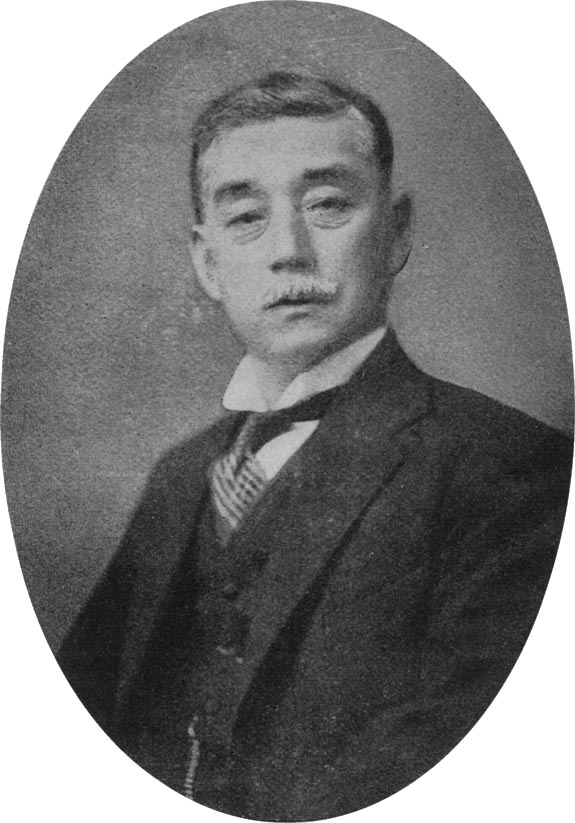
吉武栄之進

吉武 栄之進（よしたけ えいのしん、1864年7月22日〈元治元年6月19日〉 - 1927年〈昭和2年〉1月3日）は日本の応用化学者。

## 経歴
信濃国松本城下（現長野県松本市）に松本藩士・吉武樗の長男として生まれる。開智学校を経て東京大学予備門に入学。1884年東京大学卒業後、1887年から翌年にかけ東京府第一中学校教諭、さらに東京師範学校教諭を経て、第二高等学校教授、東京高等工業学校教授などに就任、理化学を講じていた。1932年、文部省から毛染及び毛織物捺染法、仕上法の研究を命じられ、イギリス、ドイツに3年間留学。帰国後、再び前職を務める傍ら、文部省視学官に任じられる。1920年東京高等工業学校校長、1923年東京高等工芸学校校長を兼任となる。
日本の染織工業技術の研究と教育に寄与し、工業界の発展に尽くし、大日本織物協会理事長、日本化学会長などを歴任した。勲二等旭日重光章受勲。